# Bringing Down the House (kniha)
Bringing Down the House je kniha sepsaná bývalým studentem MIT Benem Mezrichem, který byl členem skupiny, která byla přezdívána MIT Blackjack Team, který v 90. letech obíral lasvegaská kasina počítáním karet o obrovské peníze.

## Děj
Hlavní postavou knihy je Kevin Lewis, který je studentem MIT a je v roce 1993 přizván, aby se účastnil blackjacku v MIT Blackjack Teamu. Na nabídku 2 hráčů Jason Fisher a Andre Martinez se k týmu přidá. Tým je financován ze zdrojů profesora Mickyho Rosy. Tento profesor organizuje hráče a získává z toho podíl na zisku. Tým se později rozhádá a celý příběh tím končí.

## Odkaz ve filmu
Kniha byla námětem pro film Oko bere.